# إثبات صفة العلو (كتاب)
إثبات صفة العلو لموفق الدين ابن قدامة المقدسي، وهو من كتب الأجزاء الحديثية، يتحدث عن إثبات صفة علو الله التي أنكرتها بعض الفرق مثل: الجهمية والمعتزلة والماتريدية، والأشاعرة، قد أورد جملةً من الأدلة المذكورة، فقد أورد بعض الآيات القرآنية الدالة على هذا المسألة، والنصوص الحديثية، وأقوال الصحابة، وأقوال الأئمة الفقهاء، وبعض ما ورد من قصص الأنبياء في هذا الشأن .

## أبواب الكتاب
يتكون الكتاب من ستة أبواب:
- ذِكْرُ الأَحَادِيثِ الصَّرِيحَةِ فِي أَنَّ اللَّهَ تَعَالَى فِي السَّمَاءِ
- فِي حَدِيثِ الشَّفَاعَةِ
- ذِكْرُ أَخْبَارٍ دَالَّةٍ عَلَى ذَلِكَ فِي الْجُمْلَةِ
- ذِكْرُ أَخْبَارٍ وَارِدَةٍ فِي هَذَا عَنِ الأَنْبِيَاءِ الْمُتَقَدِّمِينَ عَلَيْهِمُ السَّلَامُ
- أَقْوَالُ التَّابِعِينَ رَحِمَهُمُ اللَّهُ "
- أَقْوَالُ الأَئِمَّةِ رَضِيَ اللَّهُ عَنْهُمْ

## مسألة الكتاب
مسألة الكتاب هو الرد على عقائد فرق الجهمية والمعتزلة والماتريدية، والأشاعرة، حيث يتحدث عن إثبات صفة علو الله، وإثبات استواء الله علي العرش.

### اقتباس من الكتاب
| إثبات صفة العلو (كتاب) | فإنّ الله تعالى وصف نفسه بالعلو في السماء، ووصفه بذلك رسوله محمد خاتم الأنبياء، وأجمع على ذلك جميع العلماء الأتقياء، والأئمة من الفقهاء، وتواترت الأخبار بذلك على وجه حصل به اليقين، وجمع الله تعالى عليه قلوب المسلمين، وجعله مغروزاً في طباع الخلق أجمعين، فتراهم عند نزول الكرب بهم يلحظون السماء بأعينهم، ويرفعون نحوها للدعاء أيديهم، وينتظرون مجيء الفرج من ربهم، وينطقون بذلك بألسنتهم، لا ينكر ذلك إلا مبتدع غال في بدعته، أو مفتون بتقليد وأتباعه على ضلالته | إثبات صفة العلو (كتاب) |

## كتب مشابهة
- صنف الذهبي كتاباً لإثبات صفة العلو، سماه: العلو للعلي الغفار [5]
- أفرد ابن تيمية الجزء السادس وجزءًا من الجزء السابع من كتابه درء تعارض العقل والنقل لمسألة العلو .[1]
- بيان تلبيس الجهمية، جزءًا من الجزء الأول، والجزء الثاني .[1]